# Hipermodernidade
Hipermodernidade é o termo criado pelo filósofo francês Gilles Lipovetsky para delimitar o momento atual da sociedade humana. O termo “hiper” é utilizado em referência a uma exacerbação dos valores criados na Modernidade, atualmente elevados de forma exponencial.

## Antecedentes
O termo Hipermodernidade como ideia de exacerbação da Modernidade surgiu em meados da década de 1970 e ganhou destaque em 2004 graças ao estudo de autores franceses e ao livro “Os tempos hipermodernos” de Lipovetsky com a colaboração de Sébastien Charles.
A Hipermodernidade não significa uma contestação da modernidade, pois apresenta características similares em relação aos seus princípios, como ênfase no progresso técnico científico, na valorização da razão humana e no individualismo. A modernidade foi conceptualizada como a superação dos setores modernos sobre os setores tradicionais, por meio do progresso técnico, da industrialização e na valorização do indivíduo. Como assinala Sebastien Charles: “Hipermodernidade: uma sociedade liberal, caracterizada pelo movimento, pela fluidez, pela flexibilidade; indiferente como nunca antes se foi aos grandes princípios estruturantes da modernidade, que precisaram adaptar-se ao ritmo hipermoderno para não desaparecer”(Lipovetsky, 2004:26). Por outro lado, também não significa, uma Pós-modernidade ou o seu fim, conceito que surgiu no final dos anos 1970 e início dos anos 1980, para explicar as novas transformações sociais. O termo pós-moderno teve como mérito dar nome as grandes transformações ocorridas nas sociedades ditas como desenvolvidas, acentuando uma mudança de direção e reorganizando o funcionamento social e cultural das sociedades democráticas.

## Do pós ao hiper
Para Lipovetsky o termo Pós-Moderno tornou-se vago e não consegue exprimir o mundo atual, o pós de pós-moderno se referia ao passado como se este já estivesse morto, antes de afirmar o fim da modernidade, assiste-se ao seu arremate, que se concretiza no liberalismo globalizado, na mercantilização dos modos de vida e numa individualização galopante. Mas esta modernidade, que também é denominada de supermodernidade é integradora, a qual estamos saindo era negadora: não mais destruição do passado, e sim, sua integração com as lógicas modernas do mercado, do consumo e da individualidade. Ao definir o conceito de hipermodernidade, Lipovetsky propõem “superar a temática pós-moderna e reconceitualizar a organização temporal que se apresenta”. Sugere o termo hipermoderno, pois surge uma nova fase da modernidade, que foi do pós ao hiper: “a pós-modernidade não terá sido mais que um estágio de transição, um momento de curta duração.”(Lipovetsky, 2004:58).
A Hipermodernidade é caracterizada por uma cultura do excesso, do sempre mais. Todas as coisas se tornam intensas e urgentes. O movimento é uma constante e as mudanças ocorrem em um ritmo quase esquizofrênico determinando um tempo marcado pelo efêmero, no qual a flexibilidade e a fluidez aparecem como tentativas de acompanhar essa velocidade. Hipermercado, hiperconsumo, hipertexto, hipercorpo: tudo é elevado à potência do mais, do maior. A hipermodernidade revela o paradoxo da sociedade contemporânea: a cultura do excesso e da moderação.

## Tempo e tradição na sociedade hipermoderna
A obsessão moderna com o tempo se apossou de todos os aspectos da vida e não mais se restringindo a esfera do trabalho, segundo Lipovetsky: “A sociedade hipermoderna se apresenta como a sociedade em que o tempo é cada vez mais vivido como preocupação maior, a sociedade em que se exerce e se generaliza uma pressão temporal crescente” (Lipovetsky, 2004:75). Não ficamos mais presos ao passado e nem ao futuro, pois o presente amplia o seu domínio e ambos adquirem nova relevância. O futuro também adquire novos contornos, se revela menos romântico e mais revolucionário utilizando da sobrepotência técnico científico para transformar o porvir. Os riscos ambientais, a preocupação com o planeta assumem lugar de destaque no debate coletivo. Na hipermodernidade o tempo é acelerado, se rarefaz, é o reinado da urgência, as agendas estão lotadas, o tempo extrapola o mundo do trabalho. Mas também, por outro lado, surgem as construções mais personalizadas dos usos do tempo: um poder maior de organização individual da vida.
Na redescoberta do passado, surge a valorização da memória, das tradições religiosas, das identidades étnicas, enfim, “do revivescimento do passado”. Antes, os modernos queriam se ver livres das tradições, na hipermodernidade a tradição readquire dignidade social. "O que define a hipermodernidade não é exclusivamente a autocrítica dos saberes e das instituições modernas; é também a memória revisitada, a remobilização das crenças tradicionais, a hibridização individualista do passado e do presente. Não mais apenas a desconstrução das tradições, mas o reemprego dela sem imposição institucional, o eterno rearranjar dela conforme o princípio da soberania indiviudal"(Lipovetsky, 2004:98). A valorização do passado é um fenômeno mais hipermoderno que pós-moderno: museus, obsessão comemorativa, preservação do patrimônio, democratização do turismo, valorização do “legítimo ou autêntico”. Na sociedade hipermoderna, o modelo de mercado e seus critérios operacionais conseguiram entrar até na conservação do patrimônio histórico, vemos o surgimento do capitalismo cultural e da mercantilização da cultura.
No artigo "Uma modernidade-outra ou o hipermoderno", Samuel Mateus (2010) sublinha o facto da hipermodernidade "se descrever, não tanto como uma revolta contra a modernidade, mas sobretudo como uma adaptação crítica muito aguda ao próprio desenvolvimento da modernidade. Ela não é “simples modernidade” apresentando-se, antes, como um acto moderno superlativo de (re)fundação. Ela não possui uma índole “contra-moderna” colocando-se como um seu prolongamento agudo. A hipermodernidade não nasce por geração espontânea sendo inerente à própria experiência moderna. Nasce da tentativa de renovação do projecto de modernidade, mas sobretudo, dos desafios que esse projecto lança na contemporaneidade"